# 1628 Strobel
1628 Strobel је астероид главног астероидног појаса са пречником од приближно 57,12 .
Афел астероида је на удаљености од 3,215 астрономских јединица (АЈ) од Сунца, а перихел на 2,809 АЈ.
Ексцентрицитет орбите износи 0,067, инклинација (нагиб) орбите у односу на раван еклиптике 19,378 степени, а орбитални период износи 1909,794 дана (5,228 година).
Апсолутна магнитуда астероида је 10,02 а геометријски албедо 0,053.
Астероид је откривен 11. септембра 1923. године.